# روبر هوس انيميشن
كان روبر هوس انيميشن أول نمط للرسوم المتحركة أصبح قياسيًا في صناعة الرسوم المتحركة الأمريكية. السمة المميزة للأسلوب هي «أطراف خراطيم مطاطية» — أذرع، وأحيانًا أرجل، تكون في العادة منحنيات بسيطة متدفقة، بدون مفصل (بدون معصمين أو كوعين مفصلين).

## التاريخ
في الأيام الأولى من بداية الرسوم المتحركة المرسومة باليد في عشرينيات القرن العشرين، لم تكن المقرات الرئيسية للاستوديوهات في هوليوود، انما مدينة نيويورك. كانت الرسوم المتحركة ظاهرة جديدة ولم يكن هناك فنانوا رسوم متحركة احترافية مثل اليوم. ومع ذلك، كان هناك فنانين مهرة يعملون في الصحف، حيث ابتكروا كاريكاتيرات كوميدية في وقت كانت فيه القصص المصورة نفسها جديدة نسبيًا. أصبح العديد منهم مفتونًا بإدخال الرسومات المتحركة، ورأوا أنها إمكانيات وتحديات جديدة لاستخدام مهاراتهم في شيء وجدوا أنه أكثر إثارة من كاريكاتيرات الصحف.
لهذا السبب، كان للكثير من الرسوم الكاريكاتورية الأولى العديد من أوجه التشابه مع تحريك القصص المصورة. جرب الفنانون ما نجح وما لم ينجح وما يمكن وما لا يمكن. في الكوميكس، لم يكن لديهم حاجة للتفكير في عملهم في ثلاثة أبعاد أو كيفية تحركهم، ولكن في نفس الوقت منحهم هذا الجانب الإضافي الفرصة لإدخال العناصر غير الممكنة في اللقطات المصورة. علاوة على ذلك، نظرًا لأن الرسومات يجب أن يتم إنتاجها على نطاق واسع لخلق وهم الحركة، فكان عليهم التوصل إلى حل وسط حيث كانت الشخصيات أقل تفصيلاً وتستغرق وقتًا طويلاً، ولكنها في نفس الوقت حية ومعقدة بما فيه الكفاية. مع اكتساب رسامي الرسوم المتحركة خبرة من خلال التجربة والخطأ والتعاون، أصبحت الرسوم المتحركة أكثر احترافية وتهيمن عليها قواعد محددة لكيفية صنعها.
يجب أن تكون الاستوديوهات حساسة لأي اتجاه تجاري جديد من أجل البقاء في المنافسة. ونتيجة لذلك، كان لأسلوب وتصميم الرسوم المتحركة الأكثر نجاحًا وشعبية تأثير كبير على بقية أعمال الرسوم المتحركة. أحد الأمثلة المبكرة كان فيليكس القط، الذي أنتج بسرعة تقليدين في استوديوهات مختلفة. جنبا إلى جنب مع التطور الطبيعي للرسوم المتحركة، أدى هذا إلى تصميم مهيمن سيعرف باسم نمط روبر هوس ، على الرغم من الاختلافات الفردية بين الاستوديوهات. يعود الفضل إلى بيل نولان في تقديم أسلوب الرسوم المتحركة هذا.
تلاشت الرسوم المتحركة باسلوب هوس تدريجيًا حيث أصبحت الرسوم المتحركة أكثر تعقيدًا، خاصة بواسطة والت ديزني. أرادت ديزني جعل رسومها المتحركة أكثر واقعية وجعلها تتبع الكثير من نفس القواعد الاحترافية مثل الحركة الحية، وهو الاتجاه الذي سيطلق عليه لاحقًا الرسوم المتحركة الكاملة . رأت ديزني الرسوم المتحركة كبديل محتمل للحركة الحية، حيث كان بإمكانها فعل ما هو مستحيل في الحركة الحية بمجرد تحقيق متطلباتها للواقعية. لم يسمح هذا الاتجاه بأجسام السوائل التي شوهدت في نمط هوس، وبسبب نجاح ديزني، انتشر هذا الاتجاه إلى المنتجين المتبقيين للرسوم المتحركة من خلال الطلبات من موزعي هوليوود.
ظهرت العلامات التجارية لنمط هوس في بعض الرسوم المتحركة اللاحقة، بما في ذلك تلك الخاصة بـ Tex Avery لـ MGM ، و Warner Siblings for WB Animation ، أو Ren and Stimpy ، لكن النمط الأصلي وتأثيره أصبح جزءًا من تاريخ الرسوم المتحركة بحلول بداية الثلاثينيات، وخرج من الاستعمال بحلول منتصف 1930 . عقود Fleischer Studios الطويلة، تتوافق في النهاية مع أسلوب الرسوم المتحركة المعاصر في الغرب بحلول عام 1940. ومع ذلك، لا يزال تأثير النمط مستمرًا في الوقت الحاضر، في عروض مثل Adventure Time الذي يتضمن بعض عناصر الرسوم المتحركة باسلوب هوس.

## التأثير في وسائل الإعلام الحديثة
في حين لا توجد العديد من استخدامات الرسوم المتحركة لاسلوب هوس اليوم، هناك بعض الوسائط التي تحيي أسلوب الرسوم المتحركة القديم هذا.

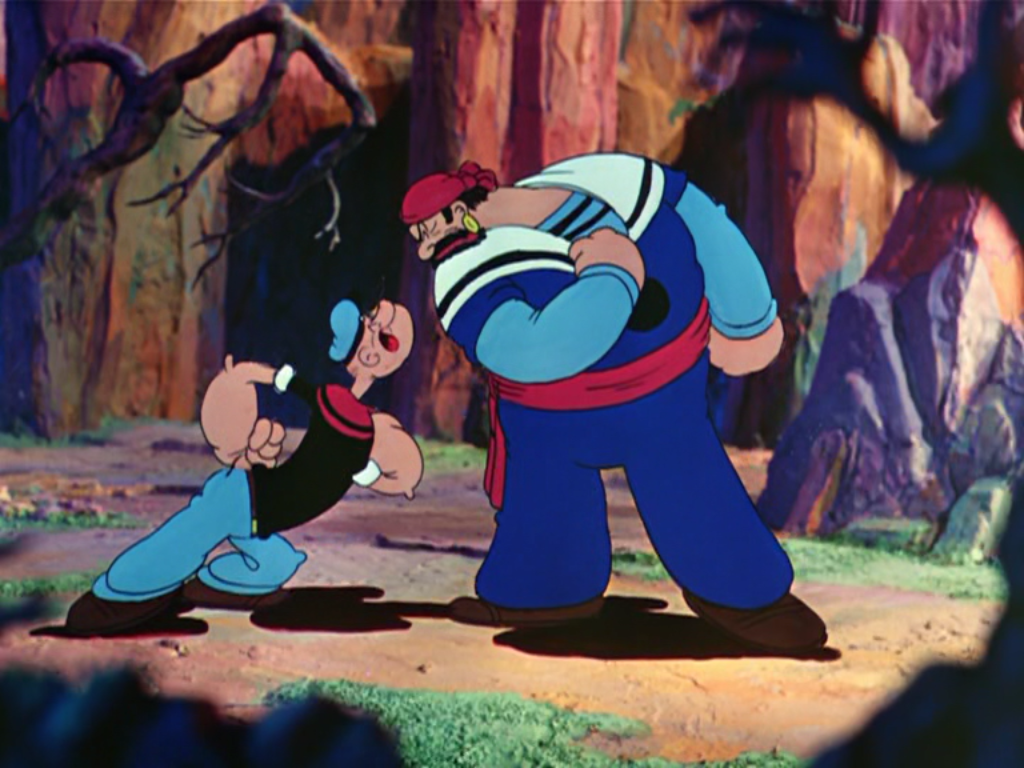
القبطان باباي مع القبطان سندباد

في عام 2013، أنتجت استوديوهات والت ديزني للرسوم المتحركة فيلمًا كوميديًا ثلاثي الأبعاد متحركًا باستخدام النمط. يجمع بين الرسوم المتحركة والألوان المرسومة بالأبيض والأسود  الرسوم المتحركة CGI ، والقصص القصيرة وشخصيات الرسوم المتحركة ميكي ماوس أواخر عشرينيات القرن العشرين، وتتميز بالتسجيلات الأرشيفية لوالت ديزني في ادوار مهمة مثل ميكي ماوس. 

### العاب إلكترونية
تستخدم بعض ألعاب الفيديو نمط روبر هوس، منها Kingdom Hearts و Epic Mickey و Skullgirls و Bendy and the Machine Machine و Enchanted Portals و Cuphead . تستخدم Kingdom Hearts أسلوب روبر هوس في أحد المستويات كتقدير للطريقة الكلاسيكية للرسوم المتحركة. Epic Mickey هي لعبة ديزني تستخدم النمط الكلاسيكي لشخصيات ديزني، مما يعيدها إلى مظهر الثلاثينيات. تتضمن Skullgirls الشخصية القابلة للعب "Peacock"، التي يستمد تصميمها البصري وهجماتها من عوالم الرسوم المتحركة في العشرينيات. وتستند شخصيات Bendy و Ink Machine على اسلوب هوس في عشرينيات القرن العشرين، مع ظهور رسوم متحركة سوداء وبيضاء قديمة. تعتمد الرسوم المتحركة لكل من شخصيات ومخلوقات Cuphead العديدة بشكل كبير على تقنيات رائدة بأسلوب الرسوم المتحركة؛ أراد مبدعوها أن يشعر اللاعبون كما لو أنهم يشاهدون رسومًا متحركة من ثلاثينيات القرن العشرين.

### التلفاز
تستخدم حلقة Futurama «التناسخ»، في فقرة " Colorama "، نمط هوس. في هذا الجزء من الحلقة، تكون الشخصيات نطفة إلى حد ما ولديها جو من المرح حولها.
استخدام آخر بارز لاسلوب هوس هو مجموعة ديزني ميكي ماوس . تتميز السلسلة بجو تهريجي ل ميكي ماوس، مع توفير تحديث له مع الاستخدام المكثف لـ Toon Boom وFlash animation ، و "يقدم ميكي في مجموعة واسعة من المواقف الفكاهية.
في الحلقة Truth or Square من المسلسل التلفزيوني SpongeBob SquarePants ، يعرض Patchy the Pirate فيلمًا عن كيف سيكون الرسم الكرتوني إذا تم صنعه في الثلاثينيات. في الفيلم، تتم الرسوم المتحركة باسلوب هوس.
تتم أعمال Happy Tree Friends من شركة موندو ميديا بأسلوب هوس باستخدام فلاش انيميشن ومعظم الشخصيات لها «عيون فطيرة»، على شكل جسم PAC-MAN والتي تشبه عيون شخصيات هوس من العصر الذهبي لظهور اسلوب هوس، 1920 و 1930 .
في فلم عالم ستيفن Steven Universe: The Movie ، تم تحريك الخصم الرئيسي Spinel في هذا النمط ولكن الشخصيات الأخرى لا تزال متحركة في النمط الأكثر معاصرة نموذجيا للسلسلة حتى الآن. تستخدم Spinel هذه الحركة الممتدة وغير المفصّلة لصالحها، وتمتد وتحول أطرافها إلى أشياء تستخدمها في المعركة لتكون المسيطرة أغنيتها الرئيسية ومعظم مواضيعها الموسيقية موجودة في Electroswing ، وهي لمسة عصرية على الموسيقى من الفترة الزمنية التي جاء منها إلهام شخصية Spinel.